# Talsperre Arcossó

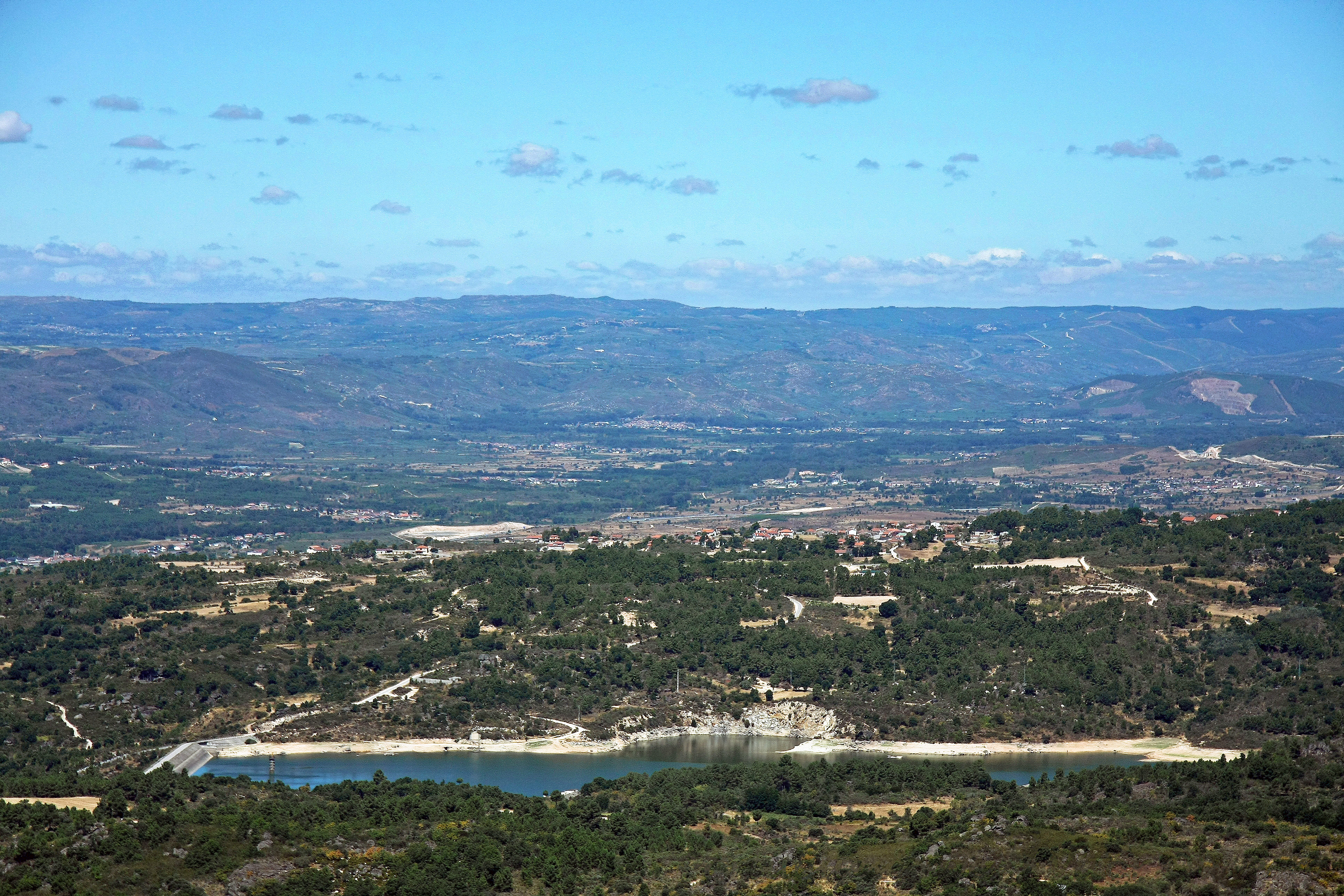
Talsperre Arcossó, links, und der Stausee (2012)

Die Talsperre Arcossó (portugiesisch Barragem de Arcossó) liegt in der Region Nord Portugals im Distrikt Vila Real. Sie staut den Arcossó, einen linken (östlichen) Nebenfluss des Tâmega zu einem Stausee auf. Die Gemeinde Vila Verde da Raia befindet sich ungefähr drei Kilometer nordwestlich der Talsperre, die Stadt Chaves ungefähr acht Kilometer südwestlich.
Mit dem Projekt zur Errichtung der Talsperre wurde im Jahre 1991 begonnen. Der Bau wurde 1999 fertiggestellt. Die Talsperre dient der Trinkwasserversorgung. Sie ist im Besitz der Associação de Regantes da Veiga de Chaves.

## Absperrbauwerk
Das Absperrbauwerk ist ein CFR-Damm mit einer Höhe von 40 m über der Gründungssohle. Die Dammkrone liegt auf einer Höhe von 540 m über dem Meeresspiegel. Die Länge der Dammkrone beträgt 315 m und ihre Breite 8 m. Das Volumen des Staudamms umfasst 386.620 m³.
Der Staudamm verfügt sowohl über einen Grundablass als auch über eine Hochwasserentlastung. Über den Grundablass können maximal 4,9 m³/s abgeleitet werden, über die Hochwasserentlastung maximal 85 m³/s. Das Bemessungshochwasser liegt bei 113 m³/s; die Wahrscheinlichkeit für das Auftreten dieses Ereignisses wurde mit einmal in 1.000 Jahren bestimmt.

## Stausee
Beim normalen Stauziel von 537 m (maximal 538,25 m bei Hochwasser) erstreckt sich der Stausee über eine Fläche von rund 0,412 km² und fasst 4,876 Mio. m³ Wasser.